# كينيث فيرغسون
كينيث فيرغسون (بالإنجليزية: Kenneth Ferguson)‏ هو منافس ألعاب قوى أمريكي، ولد في 22 مارس 1984 في ديترويت في الولايات المتحدة.

## وصلات خارجية
- كينيث فيرغسون على موقع الاتحاد الدولي لألعاب القوى (الإنجليزية)